# Sook
La rivière Sook (en malais : Sungai Sook) est un cours d'eau de l'État de Sabah, en Malaisie. Il est situé sur l'île de Bornéo. C'est un affluent du Palas. 

## Géographie
Son bassin versant a une superficie de 1 684 km2[réf. nécessaire]. Le cours d'eau prend sa source dans le massif Trus Madi à 1 030 mètres d'altitude et il se jette près de la ville de Keningau dans le Pegalan qui lui-même rejoint peu après le Padas. Ce dernier se jette dans la Mer de Chine méridionale. 

## Affluents
Les affluents du Sook sont sur la rive gauche les  Punti, Keramatoi, Dalit, Tiula, Benau, et sur la rive droite le Brasanan.   